# Atherospermataceae
Atherospermataceae é uma família botânica pertencente à ordem Laurales, composta por arbustos e árvores de folha persistente. A família inclui 14 espécies em 7 géneros. As espécies do género Atherosperma são nativas do hemisfério Sul, com duas espécies nativas do Chile e 12 espécies nativas da Australásia. Por vezes a madeira obtida destas plantas é utilizada comercialmente.

## Espécies
- Atherosperma moschatum, (ilha da Tasmânia, leste da Austrália)
- Daphnandra apatela (Leste e sudeste da Austrália)
- Daphnandra micrantha (sudeste da Austrália)
- Daphnandra repandula (sudeste da Austrália)
- Daphnandra tenuipes (nordeste da Austrália)
- Doryphora aromatica (nordeste da Austrália)
- Doryphora sassafras (Leste e nordeste da Austrália)
- Dryadodaphne crassa (Nova Guiné)
- Dryadodaphne novoguineensis (Nova Guiné)
- Dryadodaphne trachyphloia (nordeste da Austrália)
- Laurelia novae-zelandiae (Nova Zelândia)
- Laurelia sempervirens (Sul do Chile)
- Laureliopsis philippiana (Sul do Chile e Argentina)
- Nemuaron vieillardii (Nova Caledónia)